# Красухин, Геннадий Григорьевич
Генна́дий Григо́рьевич Красу́хин (род. 24 мая 1940, Москва, СССР) — советский и российский литературовед, литературный критик и писатель. Доктор филологических наук, профессор.

## Биография
После окончания в 1964 году филологического факультета МГУ работал в печати — в журналах «Кругозор» (временно), «РТ-программы». С марта 1967 по конец января 1994 года работал в «Литературной газете» старшим редактором, обозревателем в отделе литературы, заведующим отделом русской литературы, исполняющим обязанности редактора отдела. В 1993 году стал главным редактором «Литературы» — приложения к газете «Первое сентября». С 1996 по 2006 был главным редактором газеты «Литература» издательского дома «Первое сентября».
В 1987 году защитил кандидатскую диссертацию «Жанровые особенности „Евгения Онегина“ А. С. Пушкина», а в 1994 — докторскую (Этическая концепция творчества позднего Пушкина (1833—1836 гг.)). Преподавал в Литературном институте. С 1995 года являлся профессором кафедры русской литературы Московского педагогического государственного университета. Учёное звание профессора присвоено в 1996 году. С 2015 года на пенсии.
Сын Константин (род. 1962)— лингвист.

## Творчество
Автор более 400 опубликованных работ, в том числе 20 книг, среди которых наиболее известны «В присутствии Пушкина» (1985), «Доверимся Пушкину» (1999), «Пушкин. Драматические произведения» (2005), «Путеводитель по „Капитанской дочке“» (2006), «В гармонию сквозь хаос» (2011), «Путеводитель по „Евгению Онегину“» (2012), «Превозмогая тяжесть: Художественный мир Пушкина в его наиболее примечательных произведениях» (2013). «Портрет счастливого человека: книжечка о Булате» (2012). Автор мемуарной прозы (книги «Стёжки-дорожки. Литературные нравы недавнего прошлого», 2005; «Комментарий. Не только литературные нравы», 2008; «Путеводитель по судьбе. От Малого до Большого Гнездниковского переулка», 2009, «Тем более что жизнь короткая такая…», 2016) и художественно-документальной прозы (повествование «Два дня в сентябре», 1980).

…ностальгия советских деятелей культуры по временам «высокой духовности», отечески поддерживаемой мудрым руководством, становится немного понятнее после прочтения подобных текстов, и в этом смысле книга Геннадия Красухина «Стёжки-дорожки» — чтение полезное и занимательное.— Тимур Кибиров
В 2010 году издательством «Franc-Tireur USA» (Нью-Йорк) выпущена книга «Прошло и осталось», в которую вошли повествование Геннадия Красухина и повесть и рассказы его жены Марины Михайловны Бондарюк.
В 2015 году изданы «Мои литературные святцы» (в 4 книгах). В 2016 году в 4 томах издана электронная книга «Круглый год с литературой». Лауреат «Литературной газеты» 1971 и 1974 года. Лауреат премии имении А. Ф. Лосева МПГУ 2014 года.